# Planty (Radom)

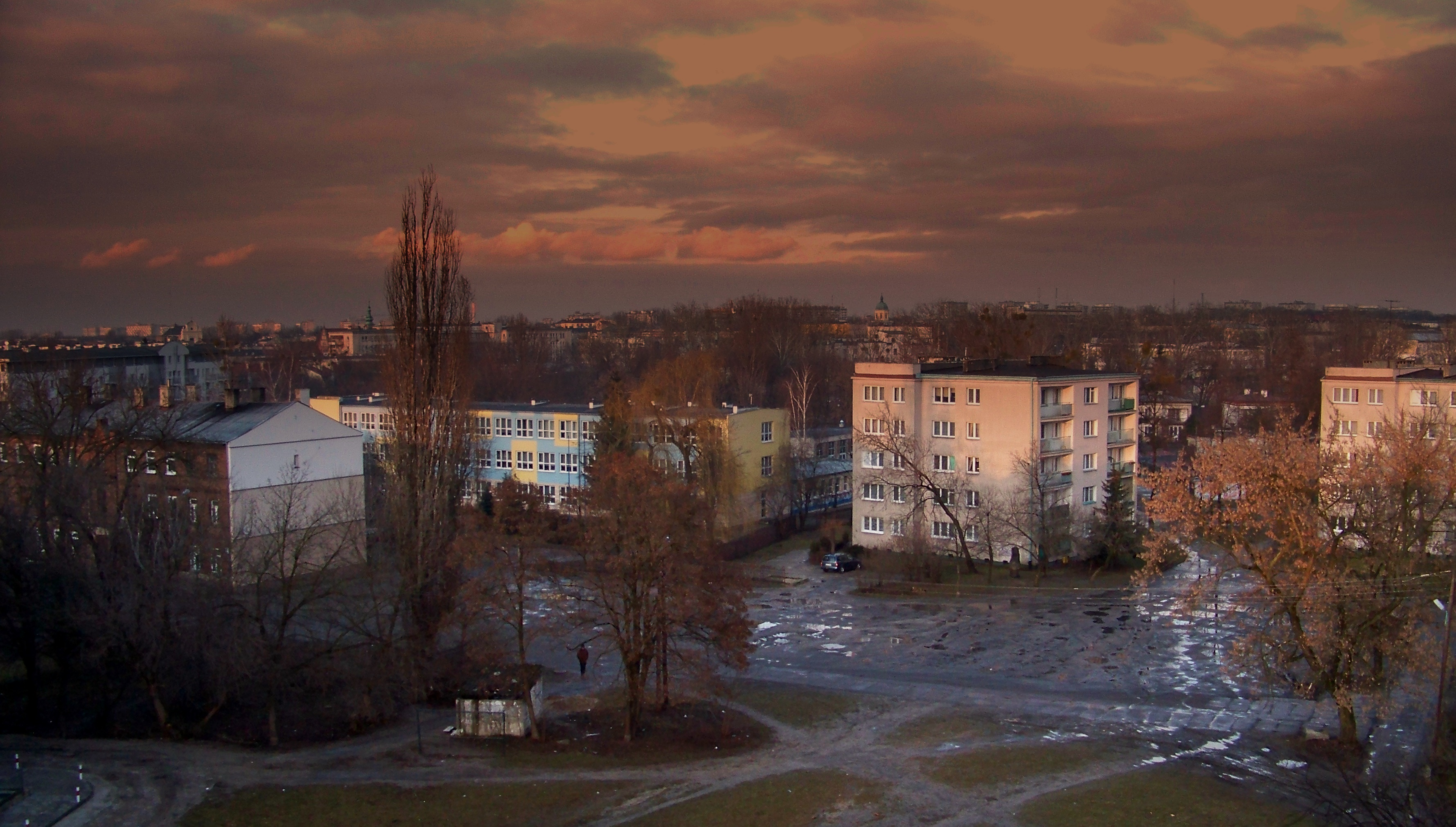
Plac przed IV LO

Planty – osiedle zlokalizowane w centrum Radomia, w okolicach dworca kolejowego, wybudowane w latach 1950–1972 (jako uzupełnienie osiedla z lat 1923–1926, zbudowanego według projektu Stefana Szyllera). Zasadnicza część dzielnicy usytuowana jest na przebiegu niegdysiejszego Strumienia Południowego (obecnie ciek ten jest przysklepiony i płynie pod powierzchnią terenu) oraz folwarku Mariackie (do XVIII wieku własności kościelnej). Najbardziej interesujące zespoły zabudowy na terenie Plant powstały w latach międzywojennych w związku z budową Państwowej Fabryki Broni. Zabudowę mieszkalną stanowią głównie budynki wielorodzinne cztero- i pięciokondygnacyjne (ponadto wybudowano tutaj cztery bloki ośmiokondygnacyjne i dwa jedenastokondygnacyjne). Na terenie osiedla funkcjonuje jedno przedszkole, dwie szkoły podstawowe (nr 28 i nr 32), IV LO im. Tytusa Chałubińskiego oraz Zespół Szkół Budowlanych. Przy ulicy Planty 39/45 znajduje się, oddany do użytku w 1973 r., budynek Urzędu Statystycznego w Warszawie (oddział w Radomiu). Ośrodek specjalizuje się w przetwarzaniu badań masowych. W budynku przy ul. Kościuszki 6 w okresie II wojny światowej znajdowała się siedziba Gestapo, zaś w latach 1945–1947 mieściła się tu siedziba NKWD i Powiatowego Urzędu Bezpieczeństwa. W piwnicach tego budynku podczas morderczych śledztw zamęczono setki Polaków. Pamięci ofiar poświęcone są tablice wmurowane w ścianę budynku. Na terenie osiedla, przy ulicy Narutowicza, znajdują się: Hala sportowa MOSiR oraz Stadion Lekkoatletyczno-Piłkarski im. Marszałka Józefa Piłsudskiego (domowy obiekt Broni Radom).
Na Planty można dotrzeć autobusami linii numer: 1, 2, 3, 5, 6, 7, 8, 9, 10, 11, 13, 14, 15, 16, 17, 18, 23, 25.